# Actualidad Económica
Actualidad Económica es la revista decana de la prensa económica española, fundada en 1958. Defensora del pensamiento económico liberal, es propiedad del grupo Unidad Editorial, que también controla otras publicaciones como El Mundo, Expansión, Marca y Telva, así como la cadena de televisión Veo7, la emisora Radio Marca y la editorial La Esfera de los Libros.

## Historia
Actualidad Económica, conocida también como La Económica en círculos periodísticos, fue fundada en 1958 por la editorial Sarpe (Sociedad Anónima de Revistas, Periódicos y Ediciones). Tuvo su primera sede en el número 5 de la madrileña Plaza de la Independencia, aunque su sede más conocida fue el llamado Edificio Azul, sito en la calle José Lázaro Galdiano número 4 de Madrid, en los aledaños del estadio Santiago Bernabéu. En ese mismo inmueble encontraban también acomodo otras publicaciones de Sarpe tales como La Actualidad Española, Telva, Mundo Cristiano y Tria, así como el periódico Nuevo Diario.
El primer director del grupo, Justo Iriondo Mendieta, fue el encargado de dirigir la revista desde sus inicios hasta el año 1967. Aparecía como "director técnico" de la publicación, lo que deja perfectamente claro el neto enfoque en la Bolsa. Tanto sus crónicas como su Consultorio de Valores fueron muy seguidas en aquella época.
Desde sus inicios, la revista se caracterizó por su ideología liberal en el ámbito económico, y conservadora en lo social. En la actualidad, se alinea con la tendencia neoliberal, que aboga por reducir al mínimo la intervención de los gobiernos en los mercados y promover la privatización de las empresas y servicios públicos, cuestionando asimismo la vigencia del conocido como estado del bienestar.
En sus primeros tiempos, la revista apoyó medidas liberalizadoras como el Plan de Estabilización Nacional, impulsado por Alberto Ullastres y Mariano Navarro Rubio, ministros de Hacienda y Comercio, respectivamente. A partir de 1967 y hasta 1977 la revista amplió su punto de mira y comenzó a prestar atención a más temas de actualidad relacionados con la economía. Bajo la dirección de Juan Antonio Franco Oliván, Joaquín Bordiú y Juan Kindelán la publicación comenzó a dedicar más páginas a la política.
En 1977, el grupo de periodistas formado por José María García-Hoz, Juan Kindelán, Luis Infante y Juan Pablo de Villanueva constituyen Punto Editorial S.A. y compran La Económica a la editorial Sarpe. En 1981 adquieren la revista Telva, que también pertenecía la misma editorial, y tres años más tarde, en 1984, constituyen Espacio Editorial S.A. para adquirir en subasta el diario deportivo Marca. En 1986 promueven Área Editorial S.A. para lanzar el diario Expansión.
La revista estuvo dirigida, hasta 1987, por el propio José María García-Hoz. El cambio sustancial que introdujo durante su singladura fue darle menos énfasis a la macroeconomía y más al mundo de los negocios y de las empresas. En un momento en el que la sociedad ya consideraba a los empresarios como sospechosos, La Económica empezó a tratarlos como agentes fundamentales del desarrollo económico. Tras su etapa en AE, García-Hoz pasó a dirigir Expansión.
El siguiente gran hito para la publicación se produce en 1992, con la creación del Grupo Recoletos, que agrupaba ya las cabeceras de AE, Expansión, Marca, Telva y el recién nacido Diario Médico, entre otras. En 2001, García-Hoz accedió a la presidencia de la compañía y, en 2007, se produjo la unión con la editora de El Mundo para crear el grupo Unidad Editorial.
Desde 2007 y hasta 2019, la revista estuvo dirigida por Miguel Ángel Belloso, exdirector de Expansión. La publicación cuenta con un amplio convenio de colaboración con The Economist. Aunque durante más de cincuenta años fue publicada como semanario, en enero de 2010 comenzó una nueva andadura como mensual. Posteriormente, en febrero de 2019 pasa a publicarse como suplemento de El Mundo.

## Directores
- Justo Iriondo Mendieta (1958-67)
- Juan Antonio Franco Oliván (67-70)
- Joaquín Bordiú (70-73)
- Juan Kindelán (73-77)
- Guillermo Cid (1977)
- José María García-Hoz (77-87)
- Jesús Martínez Vázquez (87-89)
- Ignacio de la Rica (89-95)
- Luis Díaz Güell (95-96)
- Ana Isabel Pereda (96-01)
- Jaime Velasco (01-04)
- Gracia Cardador (04-07)
- Miguel Ángel Belloso (07-19, último director)

En marzo de 2019 la revista deja de publicarse independientemente, y pasa a ser un suplemento de El Mundo. Posteriormente, en julio de 2019, es despedido su último director, Miguel Ángel Belloso, y el puesto de director se suprime al depender de la sección de Economía de El Mundo.

## Secciones
- Editoriales
- En Portada
- Reportajes
- Lo mejor de The Economist
- Los libros del mes
- Indicadores
- Carta del director

## Especiales
Actualidad Económica publica regularmente especiales, como Quién es Quién y Las 5.000 mayores empresas españolas. Asimismo, publica diversos especiales relacionados con sectores económicos, gestión empresarial o aspectos concretos de diversas regiones españolas. Asimismo, desde que su periodicidad pasó a mensual, incluye en cada número un dossier relacionado con un sector concreto de la actividad económica.
Organiza entregas de Premios a directivos y empresas destacadas como el Premio Revelación que en 2015 se otorgó a Alejandro F. Ibrahim Perera, primer director general del Aeropuerto de Teruel.

## Internet
Actualidad Económica cuenta con una página web, en el seno de la web de Expansión, y con cinco blogs mantenidos por algunos de sus redactores.

## Galardones recibidos
Algunos de los premios recibidos en los últimos años por redactores de la revista incluyen:
- 2006 Accésit del VII Premio Accenture de Periodismo a Susana de la Riva por su artículo "Tienes un air-mail"
- 2007 Premio Schroeders de periodismo, concedido a Rubén Nicolás por su artículo "Pon un ángel en tu vida"
- 2008 Premio Bancotel de periodismo, concedido a David Page Polo por su artículo "¿Y si se acaban los huevos de oro?"
- 2008 Premio Asimelec de periodismo a la mejor difusión sobre seguridad de las TIC, concedido a María Luisa Atarés por su artículo "Secreto de tres ya no lo es"
- 2009 Accésit del X Premio Accenture de Periodismo a Marta García Aller, Rubén Nicolás y Miguel Ángel Uriondo por su artículo "Quiero invertir y no me dejan"
- 2009 Premio Manuel Alcántara de Periodismo a David Page y María García Mayo por su artículo "Inmigrantes, ¿Para qué?"
- 2010 Premio Citi Journalistic Excellence Award a Tomás López por su reportaje "17 Peligros para la libertad económica"
- 2010 Premio Vodafone de Periodismo a Miguel Ángel Uriondo por "su dedicación a la información en el ámbito de las nuevas tecnologías y especialmente por los trabajos publicados en el último año".
- 2010 Marta García Aller, segunda en el Premio Diageo de Periodismo Económico 2010.